# Campeonato Chileno de Futebol de 1952
O Campeonato Chileno de Futebol de 1952 (oficialmente Campeonato Nacional de Fútbol Profesional de la Primera División de Chile) foi a 20ª edição do campeonato do futebol do Chile. Não houve rebaixamento para a Campeonato Chileno de Futebol - Segunda Divisão.

## Participantes
| Equipe                                        | Cidade           | Região                  | No ano anterior       | Estádio                                     | Capacidade | Títulos                          | Participações |
| --------------------------------------------- | ---------------- | ----------------------- | --------------------- | ------------------------------------------- | ---------- | -------------------------------- | ------------- |
| Audax Club Sportivo Italiano                  | La Florida       | Província de Santiago   | Vice Campeão          | Estádio Santa Laura                         | 22.375     | 3 (1936, 1946, 1948)             | 20            |
| Club Social y Deportivo Colo-Colo             | Ñuñoa            | Província de Santiago   | Terceiro Lugar        | Estádio Nacional de Chile                   | 55.100     | 5 (1937, 1938, 1940, 1944, 1947) | 20            |
| Club Deportivo Magallanes                     | Maipú            | Província de Santiago   | Décimo Lugar          | Estádio Independência                       | 13.500     | 4 (1933, 1934, 1935, 1938)       | 20            |
| Club Deportivo Ferrobádminton                 | Estación Central | Província de Santiago   | Décimo Segundo Lugar  | Estádio Ferroviário Hugo Arqueros Rodríguez | 30.000     | 0 (não possui)                   | 3             |
| Corporación Club de Deportes Santiago Morning | Independencia    | Província de Santiago   | Quinto Lugar          | Estádio Santa Laura                         | 22.375     | 1 (1942)                         | 17            |
| Club Universidad de Chile                     | Santiago         | Província de Santiago   | Sexto Lugar           | Estádio Nacional de Chile                   | 55.100     | 1 (1940)                         | 15            |
| Club de Deportes Green Cross                  | Santiago         | Província de Santiago   | Décimo Primeiro Lugar | Estádio Nacional de Chile                   | 55.100     | 1 (1945)                         | 15            |
| Club Deportivo Universidad Católica           | Las Condes       | Província de Santiago   | Sétimo Lugar          | Estádio Independência                       | 13.500     | 1 (1949)                         | 14            |
| Unión Española                                | Independencia    | Província de Santiago   | Campeão               | Estádio Santa Laura                         | 22.375     | 2 (1943, 1951)                   | 19            |
| Club de Deportes Santiago Wanderers           | Valparaíso       | Província de Valparaíso | Oitavo Lugar          | Estádio Elías Figueroa Brander              | 23.000     | 0 (não possui)                   | 10            |
| Corporación Deportiva Everton de Viña del Mar | Viña del Mar     | Província de Valparaíso | Quarto Lugar          | Estádio Sausalito                           | 25.000     | 1 (1950)                         | 9             |
| Deportes Iberia                               | Los Ángeles      | Provincia de Biobío     | Nono Lugar            | Estádio Municipal de Los Ángeles            | 5.000      | 0 (não possui)                   | 7             |

## Campeão
| Campeão Chileno 1952                                                             |
| -------------------------------------------------------------------------------- |
| Corporación Deportiva Everton de Viña del Mar (Viña del Mar) (2º título) Campeão |